# Henri Dollet
Pour les articles homonymes, voir Dollet.
Pour l’article ayant un titre homophone, voir Henri Dollez.
Henri Dollet, communément appelé docteur Dollet, né le 31 décembre 1895 à Gilly-sur-Loire et fusillé mort pour la France le 26 août 1944 au bois de Marloux à Mellecey en France, est un médecin et résistant français, maire de Luzy (Nièvre) sous l'Occupation.
Nommé maire par le régime de Vichy en mars 1941, Henri Dollet met en place une politique de réconciliation entre gauche et droite et, à partir de l'automne 1943, profite de son statut pour mener diverses actions de résistance, souvent en lien avec les groupes déjà existants dans la région.
En août 1944, après un faux témoignage d'un jeune résistant, il s'offre en otage pour protéger sa ville de la destruction promise par l'occupant. Il est exécuté par la Milice française quelques jours plus tard. Il est récipiendaire de la médaille de la Résistance française et est chevalier de la Légion d'honneur.

## Biographie
Issu d'une famille catholique (Jean Louis et Pierrette Claudine Julie Beaucaire), Louis Henri Dollet est élevé au petit séminaire d'Autun avant de continuer ses études de médecine à l'université de Lyon. Il prend part à la Grande guerre au sein de sections d'infirmiers. Sa thèse, rédigée sous la direction d'Étienne Rollet, Les voies de sortie au pole postérieur oculaire du mélanome choroïdien, est publiée en 1921. Il débute ensuite sa carrière de médecin généraliste à Luzy en 1922, succédant au docteur Favelier, et officie aussi à Millay. Il s'y marie en 1924 avec Louise Étiennette Marie Yvonne Dureuil, domiciliée à Millay,. Ils ont deux enfants et s'installent à Gilly-sur-Loire puis à Luzy.
Le docteur Dollet œuvre également pour les Enfants assistés de la Seine. Il est nommé en 1932 médecin de service pour la circonscription médicale de Luzy-Est, en remplacement du docteur Maillefert, à titre provisoire. En 1938, il reçoit une médaille de bronze le récompensant d'avoir fourni des soins gratuitement à la gendarmerie pendant plus de quinze ans.

### Maire de Luzy et résistance à l'Occupation
Dès le début de la Seconde Guerre mondiale, Henri Dollet, alors médecin-capitaine de réserve de 44 ans, est mobilisé en août 1939. Fait prisonnier en juin 1940 par l'Allemagne nazie, il y est emmené puis rapatrié en octobre, à la demande du régime de Vichy (en tant que personnel de santé).
Le même régime, alors en place, voulant une éradication des politiques de gauche, entreprend de nommer les maires par les préfets, et non plus de les faire élire par le suffrage universel masculin,. À Luzy, le maire socialiste en place (par intérim depuis le décès d'Émile Bramart), Louis Baroin, démissionne pour raisons de fatigue. Le préfet de la Nièvre, André Paul Sadon, nomme le docteur Dollet comme nouveau maire dès le 21 mars 1941,,. Novice en politique (« on savait qu'il était du parti de l'ordre », écrit le curé de la commune Auguste Tambour dans Luzy pendant l'Occupation en 1946), il accepte tout de même la fonction. Une de ses premières actions est de nommer Baroin « maire honoraire » de la ville. Il intègre également à la liste municipale d'anciens conseillers socialistes, des anciens prisonniers de guerre et une femme, Marie Ravier.
Il entre dans la Résistance intérieure française en octobre 1943 et aide à la confection des fausses cartes d'identité permettant à de jeunes luzycois d'échapper au service du travail obligatoire. Il fournit de l'argent, des ravitaillements et des soins aux divers groupes de résistants de la région,. Le 29 novembre 1946, Joseph Pinet écrit :

« Je soussigné Joseph Pinet [...] ex-chef de l'équipe de sabotage (Résistance-fer), certifie que le docteur Dollet, maire de Luzy, était au courant de l'activité de notre groupe.

Il savait la confection de fausses cartes d'identité avec le concours de la mairie ; de même qu'il était avisé du vol des titres de ravitaillement de la mairie.

A donné des soins aux résistants blessés et fourni de l'argent à des [illisible] de la Résistance. »

— Joseph Pinet
Le 10 août 1944, les membres du « maquis Louis » (de Larochemillay) font exploser une grue en gare de Luzy, paralysant totalement le trafic ferroviaire régional (par la ligne de Nevers à Chagny). En réponse, un combat éclate entre les forces d'occupation et les maquisards au hameau du Chalet le lendemain. De son côté, le maire Dollet met en panne les camions de Luzy, que les Allemands veulent réquisitionner. Le combat est une victoire pour les résistants, les Allemands ayant cinq hommes tués et trois blessés, pour trois tués et deux blessés au maquis. Henri Dollet refuse ensuite de jeter à l'eau les corps des trois maquisards morts, et exprime sa volonté d'assister aux obsèques des défunts,. Au cours de l'enquête sur l'incident de la gare, les autorités allemandes prennent six luzycois en otage, voulant ainsi faire pression sur la population. Le docteur Dollet réussit à obtenir la libération des otages en harcelant l'autorité étrangère et en refusant l'aide de miliciens locaux.

### Arrêt et exécution
À la suite d'une attaque des maquisards sur un convoi allemand le 18 août 1944 au lieu-dit « La Goulette », un jeune maquisard fait prisonnier finit par déclarer à ceux qui l'interrogent qu'il existe un contact téléphonique entre le maquis Louis et la mairie, ce qui est alors faux (il existait toutefois bel et bien une ligne menant du maquis au bureau de poste de la ville). Apprenant l'information, un détachement militaire venu d'Autun menace le jour suivant de détruire et de brûler la ville. Henri Dollet, pour sauver sa commune, s'offre alors comme otage. Il est arrêté,,,.
Son fils Jean-Louis, de 19 ans, étudiant en quatrième année de médecine pour un certificat d'études physiques, chimiques et biologiques en vacances chez sa famille, informé de l’événement, arrive du hameau de Chevrette (à Millay, où réside sa grand-mère) en vélo. Il est arrêté lui aussi,,,,, par la Gestapo. Selon Le Maitron, il n'aurait pas appartenu à la Résistance ni accompli d'actions en sa faveur.
Ils restent tous deux enfermés trois jours à Autun avant d'être emmenés le 22 août 1944 à Chalon-sur-Saône,,,,. Informés que la libération de la région était proche, les dirigeants des prisons décident d'exécuter leurs prisonniers par petits groupes dans les environs. Le 26 août 1944, le docteur Dollet est fusillé, avec sept autres hommes, par la milice française à la lisière du bois de Marloux à Mellecey,,,, deux heures après son fils (lui mort à Fragnes,,, au lieu-dit L'Orivent).

### Obsèques
Le 27 août 1944 au soir, alors que les habitants ne savent que la mort de huit résistants à Mellecey, quatre hommes se disant résistants, accompagnés d'un habitant d'Étaules, se rendent auprès des défunts. Selon la Tribune de Saône-et-Loire du 5 novembre 1944, citée par Tambour, « ils disent en reconnaître un comme un de leurs chefs de la « Résistance ». Des drapeaux français se trouvant là, ils en couvrent les corps ; ils proposèrent même de rapporter le lendemain des armes pour la « Résistance » du pays. » Le lendemain, dès neuf heures du matin, une cérémonie est organisée à Germolles en mémoire des huit fusillés. La Tribune rajoute : « Sept voitures sont là pour transporter les huit cercueils disparaissant sous les fleurs. [...] Nous venions de quitter le pays, quand des voitures apparaissent à un tournant proche et un cri domine : « Les Allemands ! » Ceux-ci stoppent au milieu de la foule en panique. Une fusillade nourrie éclate. » Par la suite, les habitants seront encerclés, contrôlés, puis relâchés,.
Le décès du maire-résistant n'est pas su directement par la commune de Luzy, contrairement à celui de son fils. Pour exemple, le 17 septembre (soit une vingtaine de jours après les exécutions) le maire-adjoint Hugon fini une missive part : « J'adresse toute ma sympathie au docteur Dollet enlevé par les troupes d'occupation et souhaite son prochain retour parmi nous. » À la suite de la Libération de la ville et de l'annonce de la mort d'Henri Dollet, le conseil municipal se dissout le 12 décembre 1944.

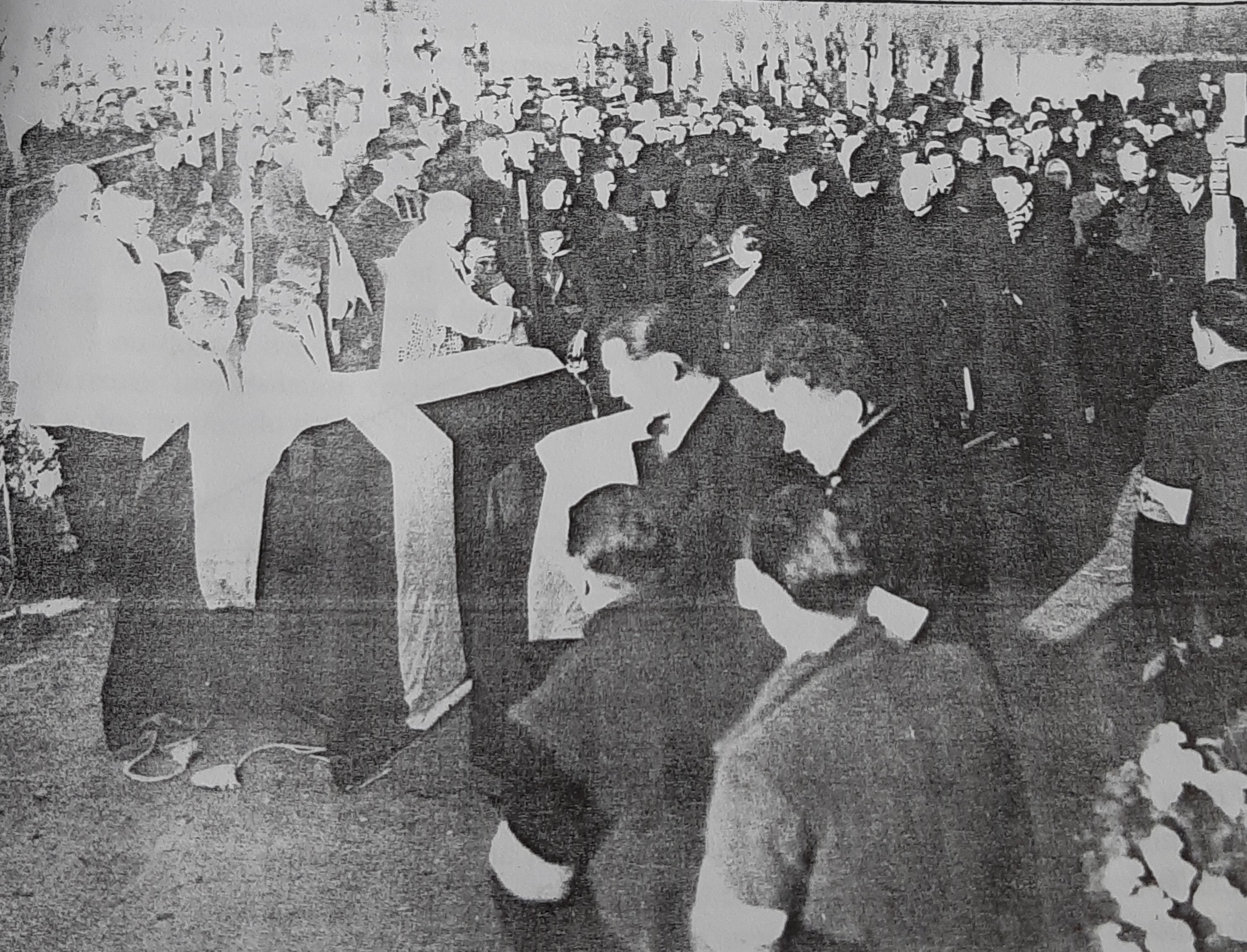
Photographie des funérailles.

Le corps du docteur Dollet n'est ramené que le 13 décembre à Luzy et inhumé le 14 au matin. La cérémonie funèbre est présidée par Monseigneur Flynn, évêque de Nevers, et y assistent le sous-préfet de Château-Chinon, le commandant Fradet, certaines délégations de sociétés locales, l'ancienne et la nouvelle municipalité. Dans son allocution, Joseph Pinet affirme que, « en ce qui concerne la Résistance, l'attitude civique du docteur Dollet fut prudente et très courageuse. Il subissait les exigences de l'ennemi sans céder aux pressions. Je suis assez informé sur son rôle pour affirmer qu'il était, vis-à-vis des Allemands, en état d'hostilité. [Il avait] le souci constant de sauvegarder la population luzycoise. »

## Postérité

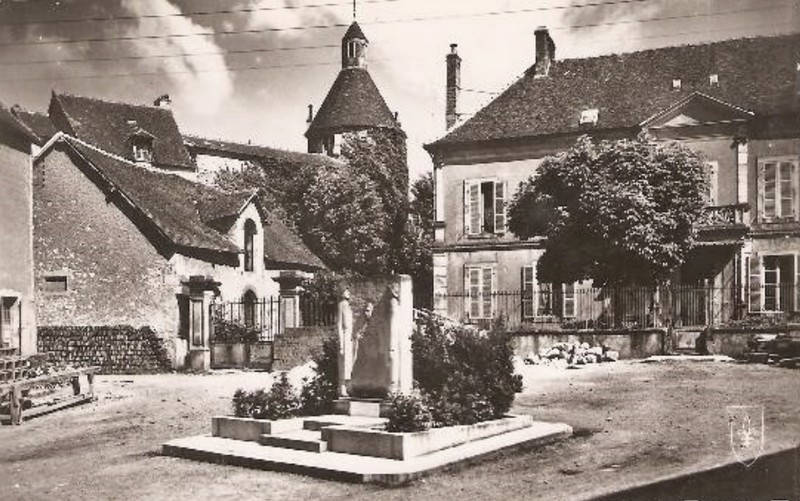
Le monument de la place du Maquis-Louis à Luzy (carte postale).

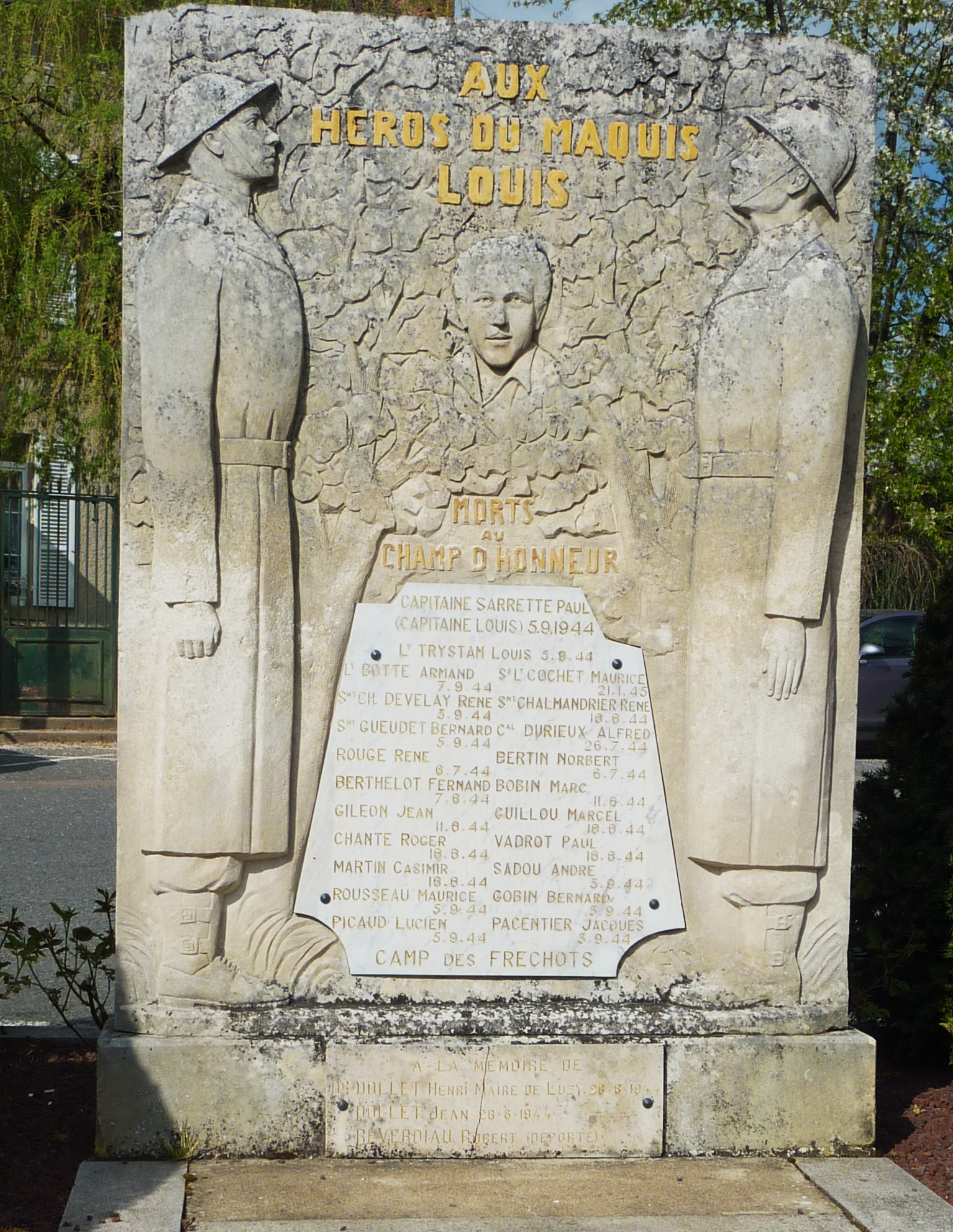
Stèle du monument luzycois, avant rénovation en 2020. On peut lire en bas les noms d'Henri et de Jean Dollet.

### Reconnaissance
Dans un document datant de 1954, il est certifié que le docteur Dollet « a servi dans les Forces françaises de l'intérieur au sein du maquis Louis War Office du 1er octobre 1943 au 19 août 1944 »,. Le dossier de demande d'appartenance au Forces françaises de Dollet est constitué fin 1946 par sa veuve. La commission départementale donne un avis favorable sur le dossier le 18 janvier 1952 et fixe la période de service à dix mois.

### Distinctions
Henri Dollet reçoit à titre posthume les décorations suivantes :
- Chevalier de la Légion d'honneur (décret du 25 octobre 1950)[9],[4]
- Médaille militaire (8 avril 1959)[25]
- Croix de guerre 1939–1945[9]
- Médaille de la Résistance française (décret du 15 juin 1946)[26]
- Médaille interalliée de la Victoire[4]
- Médaille commémorative de la guerre 1914–1918[4]

Par ailleurs, il a reçu les autres distinctions suivantes :
- Mention mort pour la France[1]

- Médaille en argent du service d'honneur de l'Assistance à l'enfance de la Seine décernée par le Conseil général de la Seine (décembre 1945)[27].

### Commémoration
Le nom du docteur Dollet est inscrit sur la stèle du maquis Louis aux Fraichots à Larochemillay, sur le monument aux morts et le tableau commémoratif de l'église Saint-Pierre de Luzy,, sur le monument des maquisards de la même commune,, sur le monument aux résistants assassinés à Mellecey, et sur le monument aux morts de Gilly-sur-Loire.
Le nom de son fils Jean-Louis, lui aussi reconnu mort pour la France, est inscrit sur les monuments commémoratifs de Fragnes-La Loyère et de Farges-lès-Chalon, et sur les différents monuments de Luzy et à Gilly-sur-Loire.
Dès le 3 décembre 1944, le nouveau conseil municipal vote la dénomination de l'avenue du Docteur-Dollet, section de la route départementale 985 traversant Luzy, dans laquelle il vivait. La décision est approuvée par le sous-préfet.

## Publication
- Les voies de sortie au pole postérieur oculaire du mélanome choroïdien, Lyon, Le Source G. Neven & Cie, 1921, 52 p. (OCLC 431672641).